# La negra Tomasa (canción)
«La Negra Tomasa» (Bilongo) es una canción cubana de 1937 del compositor Guillermo Rodríguez Fiffe. Ha sido interpretada por famosos músicos como Cuco Valoy, Lisa Ono, Tito Rodríguez, Eddie Palmieri, Compay Segundo, Ismael Rivera con Rafael Cortijo, Buena Vista Social Club, Son Varadero, la banda de rock mexicana Caifanes y por Richard Bona.
En la versión de Caifanes, es una canción que originalmente fue editada en un EP con tres versiones de la misma pieza y un tema titulado «Perdí mi ojo de venado». Posteriormente, en 1993, fue incluida en la reedición en CD del álbum debut homónimo de la banda, apareciendo como el primer sencillo y el track No. 3 de éste.
Otra versión es la del primer concierto en el Palacio de Bellas Artes que concedió el artista mexicano Juan Gabriel, donde interpretó el tema en un popurrí tras cantar «Hasta que te conocí», junto a la Orquesta Sinfónica Nacional de México y mariachi.
«La negra Tomasa» fue el primer éxito masivo de Caifanes.

## Impacto y "revolución" en México
«La negra Tomasa» junto con el álbum donde fue publicada, representaron una revolución en la escena del rock en México, puesto que fue prohibido en las estaciones de radio, en la realización de conciertos y en el lanzamiento de grupos de este género, a partir de 1971.
Tras el Terremoto de 1985 en la Ciudad de México, la prohibición comenzó a desvanecerse, pero ninguna agrupación rock había tenido un éxito considerable, por lo que las casas discográficas aún no creían y firmaban a grupos mexicanos, hasta 1988.
Después de la publicación del álbum debut de Caifanes y del tema, el éxito llegó para la banda y a partir de esto, la prohibición y el silencio del rock en México terminó, las casas discográficas comenzaron a firmar a agrupaciones del territorio y a promocionarlas.
Tuvo una gran repercusión en la música mexicana, dado que mezcló la cumbia, estilo musical muy popular en el país, con algunos tintes del estilo post punk del grupo Caifanes. La grabación de este disco llevó a Caifanes a una gran popularidad, sin que el público conociera sus otras grabaciones, por lo que muchas personas creyeron que Caifanes era una agrupación de cumbia.
Paralelamente a Caifanes, nuevas bandas comenzaron a nacer y a surgir, como es el caso de La Maldita Vecindad y Café Tacvba; otras se influenciaron por su música y en el caso del Rock en tu idioma, las agrupaciones que pertenecían a este movimiento elevaron su popularidad. México se convirtió en una cantera de talentosos y exitosos artistas de rock en español, donde antes solo se podían encontrar a estos mayormente en Argentina y España.

## Video
Un video fue lanzado por la banda. En el aparecen los miembros de la banda vestidos con ropa formal, y Saúl y Sabo con sus cabelleras desordenadas (similar a la imagen de Robert Smith); en algunas escenas aparecen sentados junto a un perro y en otras tocando sus instrumentos.
Saúl, en algunos enfoques, aparece solo cantando la canción, con efectos de cartelización y contraste; también el efecto de blanco y negro hace su participación, no solamente en tomas hacia Saúl, sino también a la banda. Para el video, la canción tiene una duración de 3:26 minutos, como versión para la radio.

## Ficha técnica

#### Caifanes
- Saúl Hernández - Voz y guitarra
- Sabo Romo - Bajo
- Diego Herrera - Teclados y saxofón
- Alfonso André - Batería y percusiones

#### Músicos invitados
- Armando Espinoza - percusiones